# Sào (nước)
Sào (Phồn thể: 巢国; giản thể: 巢国) là một nước chư hầu do Hữu Sào thị (有巢氏) và hậu duệ thành lập. Ban đầu, Hữu Sào thị sinh sống ở khu vực đồng bằng Chiết Giang, thuộc một nhánh của người Hà Mỗ Độ (河姆渡). Sau đó, họ di cư đến thành cổ Lương Chử (良渚), định cư và phát triển ở đồng bằng Hàng Gia Hồ (杭嘉湖), sáng tạo ra kiểu "Sào cư" (làm nhà trên cây để tránh thú dữ). Tiếp theo, họ xây dựng kinh đô thứ hai ở thành cổ Lang Gia (琅琊) (nay thuộc Sơn Đông ngày nay), rồi lại di chuyển đến khu vực lưu vực hồ Sào (巢湖) ở An Huy, định đô tại thành cổ Lăng Gia Than (凌家滩) (nay là di chỉ Lăng Gia Than, An Huy), thành lập nên Cổ Sào quốc.
Cổ Sào quốc là một quốc gia lấy thành cổ Lăng Gia Than làm trung tâm, tồn tại trong thời kỳ văn hóa Lăng Gia Than (4664-4464 TCN). Đây cũng là giai đoạn cuối triều đại của thủ lĩnh bộ lạc thượng cổ "Hữu Sào thị" (tôn hiệu "Sào hoàng" hoặc "Đại Sào thị", trị vì từ 4964-4464 TCN). Cổ Sào quốc được hình thành từ sự kế thừa của nước Lương Chử cổ, và người sáng lập chính là quân chủ (hoặc thị tộc) cuối cùng của Lương Chử cổ. Nền văn minh Cổ Sào quốc cũng chính là sự tiếp nối của nền văn minh Lương Chử.
Cổ Sào quốc kế thừa và hội tụ ba nền văn hóa lớn: Hà Mỗ Độ, Lương Chử và Lăng Gia Than, trở thành đỉnh cao tổng hợp của ba nền văn minh cổ đại này.
Thành phố Sào Hồ nằm ở trung tâm khu vực phía Đông Trung Quốc, thuộc trung tâm vùng Hoàn Giang, phía nam giáp sông Trường Giang cuồn cuộn, và có kết nối với vùng Thục Việt Ngũ Hồ (蜀越五湖), phía tây bắc nhìn ra sông Hoài mênh mông, ôm trọn mười con sông lớn, đồng bằng phì nhiêu trải dài ngàn dặm, núi non trùng điệp, bốn mùa phân rõ với đất đai màu mỡ và nguồn nước dồi dào, là vùng đất linh thiêng góp phần hình thành nên nguồn gốc dân tộc Trung Hoa. Hữu Sào thị và thị tộc của ông đã sinh sống, phát triển và khởi nguồn văn minh tại đây, xây dựng nên một quốc gia thị tộc hùng mạnh, đó chính là nước Sào và được xem là tổ tiên của văn hóa Trung Quốc.
Sau đó, một nhánh của hữu Sào thị di cư lên bình nguyên Hoàng Hoài (黄淮平原), định đô ở thành cổ Thương Khâu (商丘) và thành lập nước Toại Minh (燧明国) (thực chất là thành Toại Minh).

## Lịch sử

### Thời vua Nghiêu
Hữu Sào thị là những người đầu tiên khai phá các ngành nghề như đánh cá, nông nghiệp và thương mại ở lưu vực hồ Sào, tạo nên cơ hội phát triển nhanh chóng và hưng thịnh. Trước thời nhà Hạ, họ đã hình thành nên một quốc gia thị tộc của riêng mình—nước Hữu Sào (有巢国), gọi tắt là nước Sào (巢国).
Với sự phồn thịnh của thị tộc, lãnh thổ nước Sào dần mở rộng ra xung quanh, lan tỏa dọc theo bờ phía bắc sông Trường Giang (nơi có đất đai màu mỡ và nguồn nước dồi dào) cả về phía đông lẫn phía tây, đồng thời phát triển lên vùng chân núi Đại Biệt Sơn. Lãnh thổ của nước Sào thời nhà Hạ rất rộng lớn, bao gồm: Thành phố Sào Hồ  (1 quận và 4 huyện), Thành phố Hợp Phì (khu vực thành thị và 3 huyện), Thành phố Lục An (khu vực thành thị cùng các huyện Lục An, Thọ Huyện, Thư Thành, Hoắc Sơn), Thành phố An Khánh (các huyện Đồng Thành, Tung Dương), Thành phố Trừ Châu (khu vực thành thị cùng các huyện Toàn Tiêu, Lai An), Khu vực phía bắc sông của Nam Kinh (Giang Bắc). Đây là một vùng lãnh thổ trải dài hàng ngàn dặm, bao gồm đồng bằng, sông hồ và rừng núi.

### Thời nhà Hạ
Trong thời kỳ nhà Hạ, vùng Nam Sào (南巢) với đất đai trù phú và tài nguyên dồi dào đã thu hút nhiều bộ lạc từ phương Đông và Bắc (như hậu duệ của Cao Dao thị, bộ lạc họ Yển) di cư đến. Hữu Sào thị đã chào đón các tộc người ngoại lai với thái độ hữu nghị, nhường lại vùng phía Tây và Tây Nam hồ Sào (nay thuộc địa phận Lục An, Thư Thành) để họ định cư. Dần dần, một liên minh bộ lạc lấy nước Sào làm trung tâm được hình thành, sinh sống và canh tác trên vùng đất rộng lớn giữa lưu vực hồ Sào và sông Hoài. Do vị trí địa lý, liên minh này được gọi là "Nam Sào thị" (南巢氏), gọi tắt là "Nam Sào".

### Thời nhà Thương
Khi Thành Thang đánh bại vua Kiệt nhà Hạ, vua Kiệt chạy về Nam Sào. Nam Sào đồng ý để vua Kiệt bị lưu đày ở đây với điều kiện Thành Thang công nhận quyền tự trị của họ. Nhờ thỏa thuận này, Nam Sào và nhà Thương chung sống hòa bình suốt hàng trăm năm mà không xảy ra chiến tranh.

### Thời Tây Chu
Sau khi nhà Chu lật đổ nhà Thương, Chu Vũ vương liên tục phái quân chinh phạt và đánh bại nước Sào. Nhận thấy nước Sào đất rộng thế mạnh khó kiểm soát, nhà Chu quyết định chia tách lãnh thổ nước Sào thành hai nước nhỏ: Sào và Lư (chữ "Lư" 庐 mang nghĩa "nhà ở", tương đồng với "Sào" 巢 - tổ chim). Do khác biệt về tước vị phong kiến, hai nước này lần lượt được gọi là "nước Bá Sào" (巢伯国) và "nước Tử Lư" (庐子国). Nước Lư dời đô về khu vực thành phố Hợp Phì ngày nay. Nước Sào vẫn giữ nguyên kinh đô tại khu vực thành phố Sào Hồ hiện nay.

### Thời Xuân Thu
Bước sang thời Xuân Thu, lãnh thổ nước Sào lần lượt bị các tiểu quốc lân bang xâm lấn và xâu xé, bao gồm: 
-"Quần Thư" (群舒)- Liên minh các tiểu quốc họ Thư ở vùng Hoài Nam (gồm các nước Thư, Thư Dung, Thư Liễu, Thư Cưu, Thư Long) - nằm ở khu vực Thư Thành, Lư Giang ngày nay.
-Thác Cao (橐皋) - nay thuộc thị trấn Chá Cao (柘皋镇), Sào Hồ và phía đông huyện Phì Đông.
Trong bối cảnh Sở và Ngô lần lượt trỗi dậy thành những thế lực ở miền nam, nước Sào - nằm ở vị trí giữa "đầu Ngô đuôi Sở" - trở thành đối tượng tranh giành tầm ảnh hưởng ác liệt giữa hai nước, khi thì thuộc Sở, lúc lại thuộc Ngô. Vốn chú trọng phát triển kinh tế, duy trì quan hệ hòa hiếu nhưng xem nhẹ quân sự, nước Sào dần suy yếu trong môi trường chính trị đầy biến động của thời đại. Cuối cùng, nước Sào bị nước Ngô (dưới sự trị vì của Ngô vương Liêu) tiêu diệt vào năm 518 TCN.

## Di sản của nước Sào
Thời đại Hữu Sào thị được coi là thời kỳ đầu tiên trong lịch sử Trung Hoa cổ đại. Các nhà sử học như Phạm Văn Lan (范文澜), Ngô Quốc Trinh (吴国桢) đều chia thời nguyên thủy Trung Quốc thành 4 giai đoạn, trong đó "thời đại Hữu Sào thị" là giai đoạn sớm nhất. Niên đại của thời kỳ này được kéo dài từ kỷ Pleistocen sớm (cách nay 1.7 triệu năm) cho đến khoảng 50.000 năm trước. Hữu Sào thị đại diện cho giai đoạn "quần cư trong hang" chuyển sang "ở nhà sàn", bộ lạc Hữu Sào dần phát triển thành liên minh bộ lạc rộng lớn quanh khu vực Sào Hồ. Hữu Sào thị còn đánh dấu cho bước chuyển mình văn hóa từ nhà sàn đơn lẻ phát triển thành làng mạc, thành ấp. Di chỉ Lăng Gia Thanh (5300 năm trước) được coi là trung tâm của bộ lạc Hữu Sào và giúp kỹ thuật xây dựng nhà sàn lan tỏa rộng khắp vùng Giang Hoài. Danh hiệu Hữu Sào thị do hậu thế phong tặng cho vị tổ tiên sáng tạo ra kiểu nhà sàn đầu tiên, dần trở thành tên gọi chính thức trong sử sách. Cổ thư ghi chép khác nhau về số đời cai trị của Hữu Sào thị (từ 2 đời đến hơn 100 đời). Thời kỳ sau, con cháu Hữu Sào thị được gọi là "Sào Phụ", trở thành chư hầu của các bộ lạc trung nguyên. Đến thời Hạ Vũ, hậu duệ Hữu Sào thị chính thức lập nước Sào. 
Hữu Sào thị không chỉ là biểu tượng của sự sáng tạo kiến trúc, mà còn đại diện cho giai đoạn chuyển biến quan trọng từ xã hội nguyên thủy sang văn minh nông nghiệp. Di sản của Hữu Sào thị để lại bao gồm:
-Kỹ thuật xây dựng nhà sàn
-Tổ chức xã hội bộ lạc
-Mô hình định cư ven sông hồ
-Nền tảng cho sự hình thành văn hóa Trường Giang
Từ một danh hiệu truyền thuyết, Hữu Sào thị đã trở thành biểu tượng văn hóa quan trọng trong lịch sử Trung Hoa, đại diện cho giai đoạn phát triển sớm nhất của nền văn minh phương Đông. Những thành tựu của thời kỳ này đã đặt nền móng cho sự phát triển sau này của các triều đại Hạ, Thương, Chu.